# Лойхт, Курт
Курт Лойхт (нем. Kurt Leucht; 13 марта 1903, Нюрнберг, Германия — 2 ноября 1974, Нюрнберг, Германия) — немецкий борец греко-римского стиля, чемпион Олимпийских игр, призёр чемпионата Европы по греко-римской борьбе, двукратный чемпион Германии 

## Биография
Чемпион Германии 1925 и 1926 годов, а также чемпион Германии 1926 года в командном первенстве.
На Летних Олимпийских играх 1928 года в Амстердаме боролся в весовой категории до 56 килограммов (наилегчайший вес). Турнир проводился по системе с выбыванием из борьбы за чемпионский титул после двух поражений категории боролись 19 спортсменов. .
| Круг | Соперник       | Страна       | Результат | Основание | Время схватки |
| ---- | -------------- | ------------ | --------- | --------- | ------------- |
| 1    | Хенрик Ганзера | Польша       | Победа    | Туше      | -             |
| 2    | Эдуардо Боска  | Аргентина    | Победа    | Туше      | -             |
| 3    | Свен Мартинсен | Норвегия     | Победа    | По очкам  | -             |
| 4    | Эдуард Пютсеп  | Эстония      | Поражение | По очкам  | -             |
| 5    | -              | -            | -         | -         | -             |
| 6    | Индржих Маудр  | Чехословакия | Победа    | Туше      | -             |

В 1931 году стал вице-чемпионом на чемпионате Европы в Праге.
На Летние Олимпийских играх 1932 года в Лос-Анджелесе не сумел отобраться, проиграв конкуренцию Якобу Бренделю и оставил большой спорт, перейдя на тренерскую работу, а впоследствии стал судьёй на соревнованиях по борьбе.